# 군마
군마(軍馬)는 전쟁에 쓰기 위한 말이다.

## 역사
기원전 4000~3000년경 유라시아에서 군마가 쓰였다는 증거가 있다. 기원전 2000년경엔 전차가 발달했고, 전투의 효율성을 위해 안장 · 등자 등이 발명됐다.
역사 속 군마
- 히타이트 이륜전차
- 군마와 기사
- 기마 포병
- 오스트레일리아 군(Australian Imperial Force)의 경기병대

## 대한민국 국군
대한민국의 국군의 경우도 군마를 보유하고 있다. 다만 각 군 사관학교에서 생도들에게 승마를 배우게 하기 위해 보유하고 있거나 기타 행사에 사용하기 위해 소수 보유하고 있다.

## 같이 보기
- 전차 (고대무기)
  - 사륜전차
  - 이륜전차
- 기병
- 기마포병